# جوزيف إي. مارشال
جوزيف إي. مارشال (بالإنجليزية: Joseph E. Marshall)‏ هو ناشط أمريكي، ولد في 1947.